# Rhizotrogus costatus
Rhizotrogus costatus är en skalbaggsart som beskrevs av Walker 1859. Rhizotrogus costatus ingår i släktet Rhizotrogus och familjen Melolonthidae. Inga underarter finns listade i Catalogue of Life.